# Коричневий ель
Коричневий ель (англ. brown ale), або бурий ель — традиційне темне англійське пиво, тип елю з вмістом спирту 2,8–5,4 % об.

## Історія

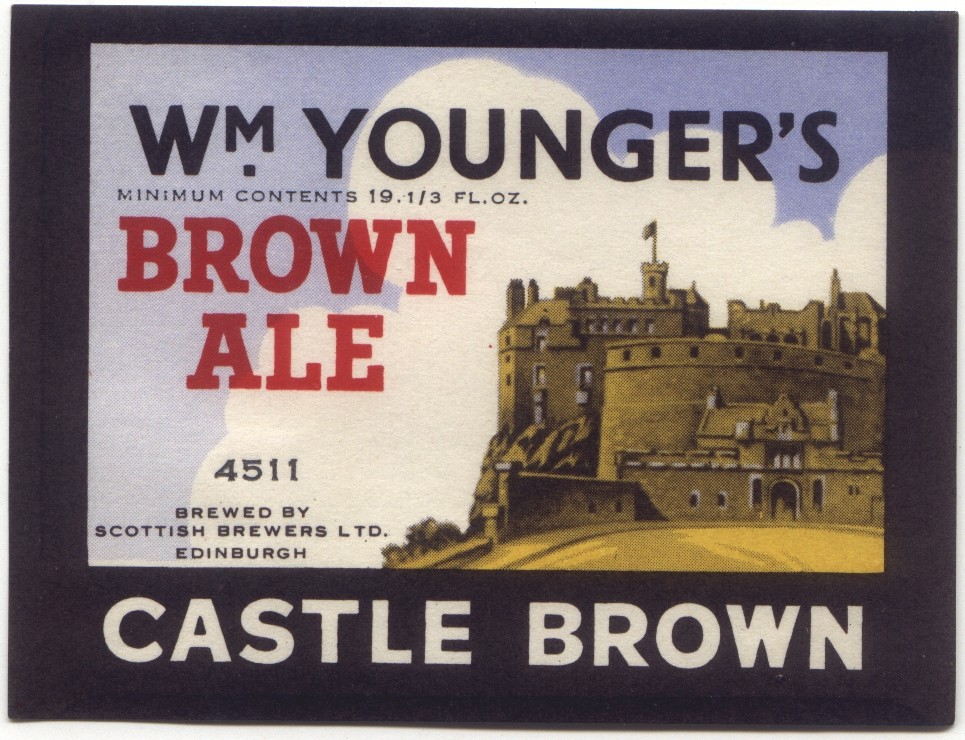
Wm.Younger's Brown ale (етикетка)

У XVIII столітті британський коричневий ель надзвичайно популярний, але близько 1800 року цей вид майже зник, оскільки пивовари припинили використання темного солоду як основи для виробництва. Світлий солод дешевший, до того ж було введено податок на пивоваріння, зокрема на виробництво портера та стауту.
Вид «браун ель» був відроджений тільки наприкінці ХІХ століття, коли лондонський пивовар Ман почав виробництво пива з таким ім'ям. Проте вид став популярним після 1920 року. Коричневий ель у цей період був значно міцнішим, ніж сучасні англійські версії.
У 1927 році пивоварня Tyne Brewery, частина союзу Newcastle Breweries в Ньюкаслі, почала виробництво Newcastle Brown Ale, який став найпопулярнішою маркою в цьому виді. У 1928 році розроблено логотип бренду — синя п'ятипроменева зірка, що символізує п'ять пивоварних заводів, які складають Newcastle United Breweries. У 1960 році Newcastle Breweries об'єднується з шотландським концерном Scottish Brewers. Утворений унаслідок злиття Scottish & Newcastle став однією з найбільших пивоварних корпорацій у світі, але у 2006 році активи були придбані компаніями Carlsberg і Heineken International. Виробничі активи у Великій Британії та права на відповідні товарні знаки, у тому числі Newcastle Brown Ale, перейшли до Heineken International. До 2008 року Newcastle Brown Ale стає одним з найпопулярніших англійських елей, становлячи 42 % на ринку Великої Британії серед пляшкового та баночного пива.
У Північній Америці вид розвивався під впливом британських традицій пивоваріння разом із місцевими інгредієнтами та інноваціями американських домашніх пивоварів.
Деякі класифікації відносять до групи коричневих елей і м'який ель.

## Види англійського браун-елю
Англійський браун-ель зазвичай ділять на дві географічні групи:
- Південноанглійський браун-ель (Southern English Brown Ale). Південноанглійський коричневий ель «лондонського типу» темніший, солодший і має густину порівняно з північноанглійським. Колір варіюється від світло- до темно-коричневого, майже чорного. Слабка прозорість. Формує невелику піну від кремового до жовтувато-коричневого кольору. Солодово-солодкий смак з відтінками карамелі та стиглих фруктів, таких як сливи та/або родзинки. Вміст алкоголю: 2,8–4,2 % про. Типові марки: Mann's Brown Ale, Tolly Cobbold Cobnut Nut Brown Ale.

- Північноанглійський браун-ель (Northern English Brown Ale). Браун-ель «Ньюкаслського типу» світліший, міцніший і має вищу щільність порівняно з південноанглійським коричневим елем. Готується на англійському хмелі та солоді для м'якого елю або блідого елю, може включати темний шоколадний солод для отримання характерного кольору і горіхових властивостей. Відрізняється кольором від темно-бурштинового до червонувато-коричневого та гарною прозорістю. Формує від слабкої до помірної піни від кремового до яскравого жовто-коричневого кольору. Має легкий, солодкий солодовий аромат з цукерковими, горіховими та/або карамельними нотками та ненав'язливим та свіжим ароматом хмелю. Смак солоду та хмелю збалансований, від напівсухого до сухого. Вміст алкоголю: 4,2–5,4 % про. Типові торгові марки: Newcastle Brown Ale, Samuel Smith's Nut Brown Ale, Tolly Cobbold Cobnut Special Nut Brown Ale, Goose Island Hex Nut Brown Ale.

## Американський браун-ель
- Американський браун-ель (American Brown Ale) — коричневе пиво з сильним смаком, створене американськими домашніми броварниками. Порівняно з американським блідим елем та янтарним елем має виражені карамельні та шоколадні нотки, які врівноважують хмелеву гіркоту. У виробництві використовується американський та європейський світлий солод, а також кристальний та темний солод. Колір від світло- до темно-коричневого, прозорий. Формує від невеликої до помірної піни від кремового до жовто-коричневого кольору. Солодовий, солодкий та інтенсивний аромат, часто із шоколадними, карамельними, горіховими нотками. Запах хмелю від слабкого до помірного. Солодовий смак, часто з карамельними, шоколадними та копченими нотками, із середньою гіркотою та смаком хмелю від слабкого до помірного. Вміст алкоголю: 4,3–6,2 % про. Типові торгові марки: Brooklyn Brown Ale, Great Lakes Cleveland Brown Ale, Avery Ellie's Brown Ale, Left Hand Deep Cover Brown Ale, Bell's Best Brown, North Coast Acme Brown, Best Sky Moose Drool Brown Ale.